# Cvi Jehošua ha-Levi Horowitz

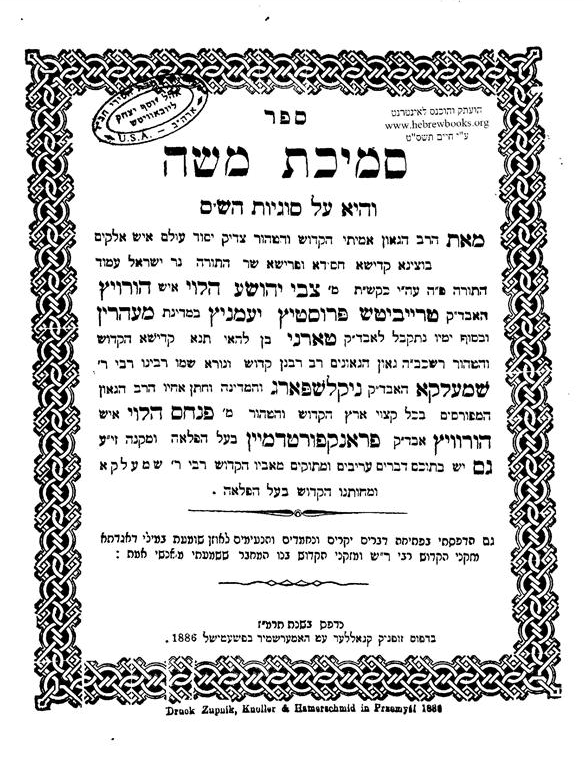
Smichat Moše, vydáno v roce 1886, Přemyšl

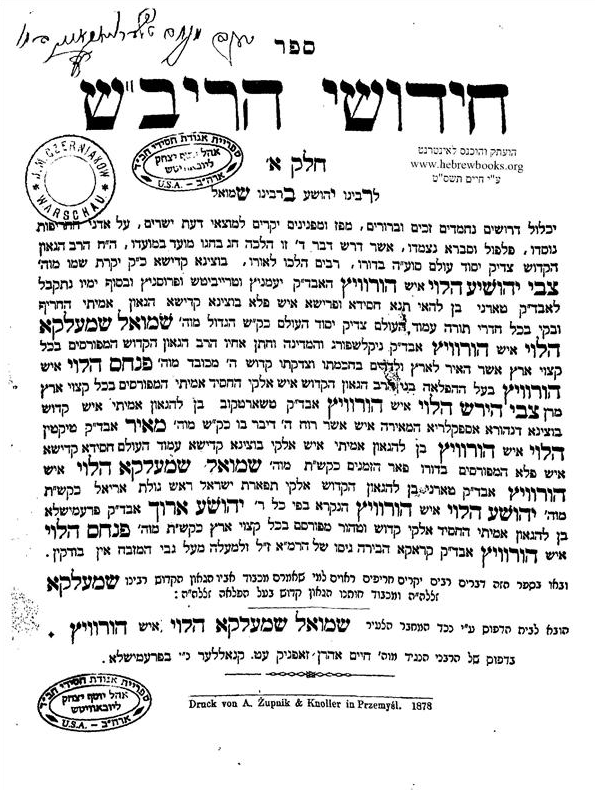
Chidušej Haribaš, 1878, Přemyšl

Rabi Cvi Jehošua ha-Levi Horowitz (hebrejsky צבי יהושע בן שמואל שמלקה הורביץ‎, asi 1754 – 16. listopadu 1816 Prostějov), byl členem slavného rabínského rodu Horowitzů. Jeho otec Šmuel Šmelke, slavný chasidský rabín a kabalista, zastával úřad moravského zemského rabína v Mikulově (1773–1778). Cvi Jehošua Horowitz působil jako vrchní rabín v Jemnici, Třebíči a Prostějově.

## Život
Rabín Cvi Jehošua Horowitz se narodil pravděpodobně v roce 1754 jako jediný potomek slavného chasidského rabína Šmuela Šmelkeho v době, kdy jeho otec zastával úřad vrchního rabína v polském Ryžvalu (Ryczywół u Kozienic v Mazovsku). Jeho matkou byla Šajndel Bune, dcera rabína Jehošui HaLeviho, jenž byl duchovní autoritou v polském městě Rzezawa. Své jméno Jehošua dostal po otci a své další jméno Cvi získal po dědovi, rabínu Cvi Hirsch Horowitzovi z Charkova.

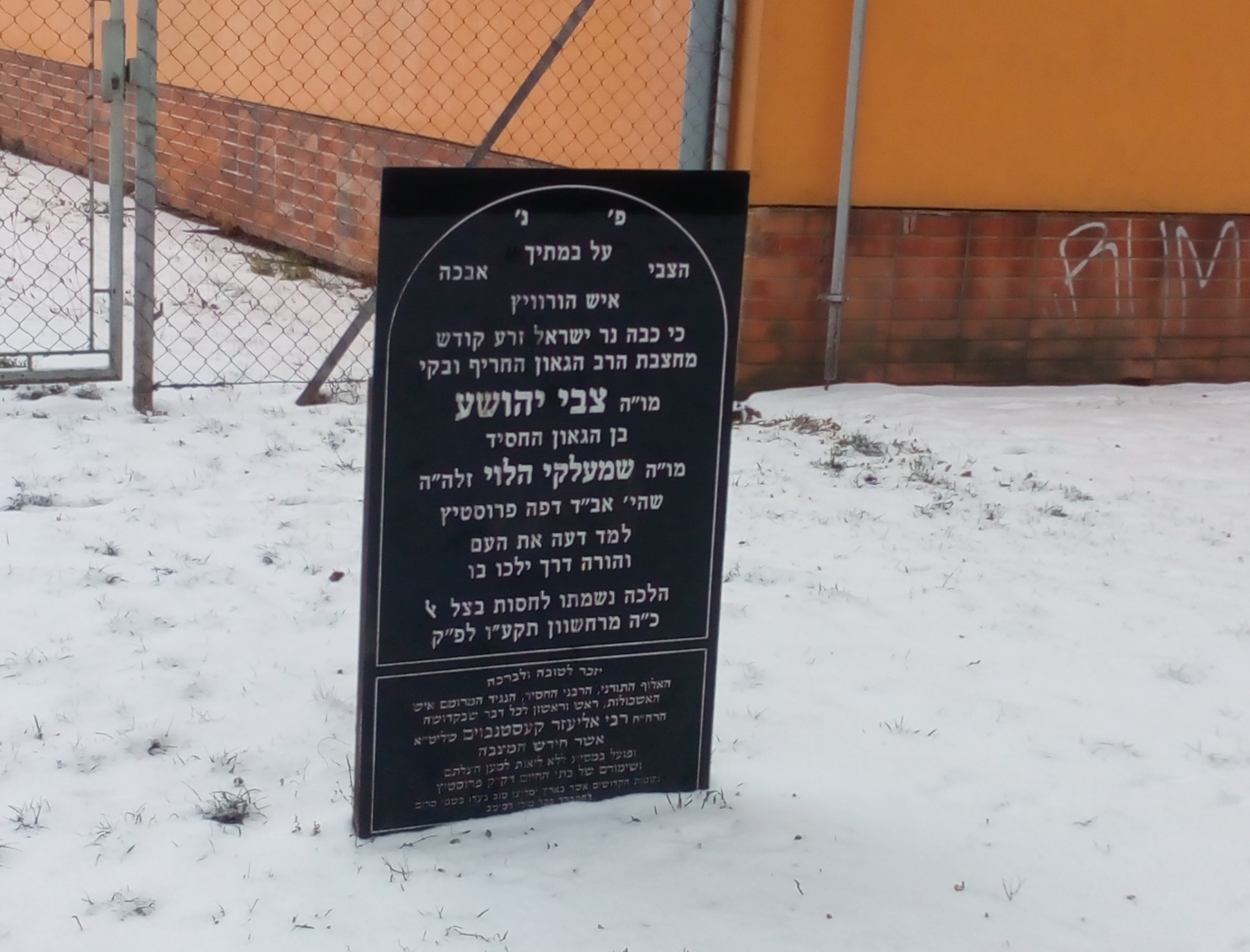
Replika náhrobku vrchního prostějovského rabína Cvi Jehošui Horowitze na starém židovském hřbitově v Prostějově

Již v útlém mládí byl uznáván pro svůj bystrý úsudek při výkladu Tóry a vysloužil si pojmenování Reb Jehošua Charif.
V roce 1773, kdy byl jeho otec zvolen zemským rabínem, jej doprovodil do Mikulova. V letech 1778–1783 byl vrchním rabínem a vedoucím ješivy v Jemnici. V letech 1787–1800 byl vrchním rabínem v Třebíči. Od roku 1807 do roku 1815 byl vrchním rabínem v Prostějově, kde dne 16. listopadu 1816 (25. Cheshvan 5577) zemřel. Je pochován na starém židovském hřbitově v Prostějově.
Jeho manželka Miriam byla dcerou rabína Pinchase HaLeviho Horowitze, který byl vrchním rabínem ve Frankfurtu nad Mohanem. Měli spolu dvě dcery a tři syny (Abrahám Joel, Šmuel Šmelke, Jakob).

## Dílo
- Chidušej ha-Ribaš
- Smichat Moše